# USS Pensacola
El USS Pensacola fue un barco de vapor propulsado por tornillo que sirvió en la Marina de los Estados Unidos durante la Guerra Civil estadounidense.

## Hundimiento

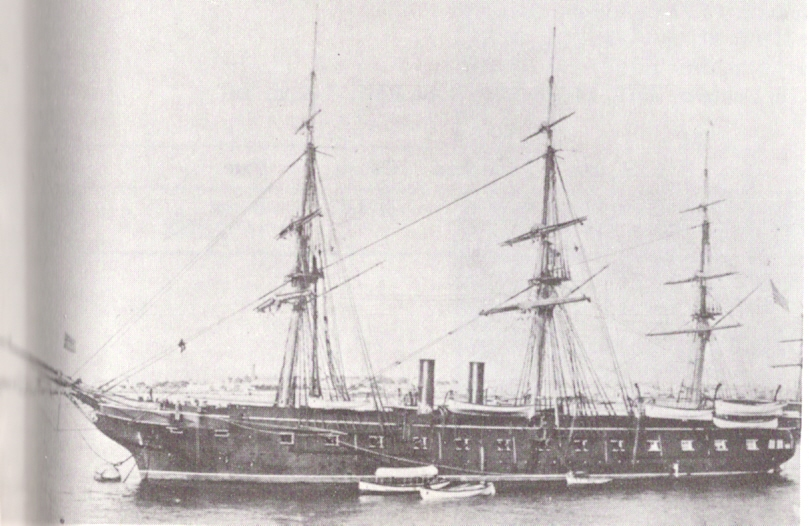
USS Pensacola en Alexandria, Virginia, en 1886.

Fue incendiado y hundido por la Marina en la bahía de San Francisco, cerca de Hunters Point, a principios de mayo de 1912.